# Temporada de furacões no Pacífico de 2020
A temporada de furacões de 2020 no oceano Pacífico foi a temporada de furacões no Pacífico menos ativa desde 2010. Apresentou o início de uma temporada a leste de 140 ° W com um evento registado, ultrapassando a tempestade tropical Adrian de 2017. A temporada começou oficialmente em 15 de maio no Oceano Pacífico Oriental e em 1 de junho no Pacífico Central; ambos terminarão em 30 de novembro. Essas datas delimitam convencionalmente o período de cada ano em que a maioria dos ciclones tropicais se forma na bacia do Pacífico. Porém, a formação de ciclones tropicais é possível em qualquer época do ano, como mostra a formação da depressão tropical Um-E a 25 de abril. A formação do Um-E resultou no início temporão de uma temporada no Pacífico Oriental desde o início da era dos satélites em 1966.
A primeira tempestade nomeada da temporada, Amanda, desenvolveu-se perto da América Central e atingiu a Guatemala, causando danos generalizados no vizinho El Salvador e matando quarenta pessoas no decorrer da pandemia COVID-19. No final de julho, o Furacão Douglas formou-se passando muito perto do Havaí.  Em meados de agosto, Genevieve tornou-se o segundo maior furacão da temporada passando muito perto da ponta da Península de Baja California, trazendo ventos de força de furacão e forte precipitação. A tempestade tropical Hernan moveu-se perto da costa do México e fez landfall na Baja California Sur como uma depressão tropical, causando danos menores.

## Previsões da temporada
| Recorde                  | Recorde                  | Tempestades nomeadas | Furacões | Furacões maiores | Ref   |
| ------------------------ | ------------------------ | -------------------- | -------- | ---------------- | ----- |
| Média (1981–2010):       | Média (1981–2010):       | 15.4                 | 7.6      | 3.2              | [ 1 ] |
| Atividade recorde alta:  | Atividade recorde alta:  | 1992: 27             | 2015: 16 | 2015: 11         | [ 2 ] |
| Atividade recorde baixa: | Atividade recorde baixa: | 2010: 8              | 2010: 3  | 2003: 0          | [ 2 ] |
| Data                     | Fonte                    | Tempestades nomeadas | Furacões | Furacões maiores | Ref   |
| 20 de maio de 2020       | SMN                      | 15–18                | 8–10     | 4–5              | [ 3 ] |
| 21 de maio de 2020       | NOAA                     | 11–18                | 5–10     | 1–5              | [ 4 ] |
|                          | Área                     | Tempestades nomeadas | Furacões | Furacões maiores | Ref   |
| Atividade atual:         | EPAC                     | 15                   | 4        | 3                |       |
| Atividade atual:         | CPAC                     | 0                    | 0        | 0                |       |
| Atividade atual:         | Atividade atual:         | 15                   | 4        | 3                |       |

A 20 de maio de 2020, o Serviço Meteorológico Nacional (SMN) emitiu a sua previsão para a temporada, previndo um total de 15 a 18 tempestades nomeadas, 8 a 10 furacões e 4 a 5 furacões maiores a desenvolver. Ao dia seguinte, a Administração Oceânica e Atmosférica Nacional (NOAA) emitiu a sua ponto de vista, pedindo uma temporada por abaixo do normal a quase normal com 11-18 tempestades nomeadas, 5-10 furacões, 1-5 furacões maiores e um índice de Energia ciclônica acumulada (ECA) de 60% ao 135% da média. Os factores que esperavam que reduzissem a atividade eram temperaturas da superfície do mar próximas ou inferiores à média em todo o Pacífico oriental e a fase neutra de La Nina-Oscilação do Sul (ENSO) que permanecia na fase neutra, com a possibilidade de que se desenvolvesse o fenómeno de La Niña.

## Resumo da temporada

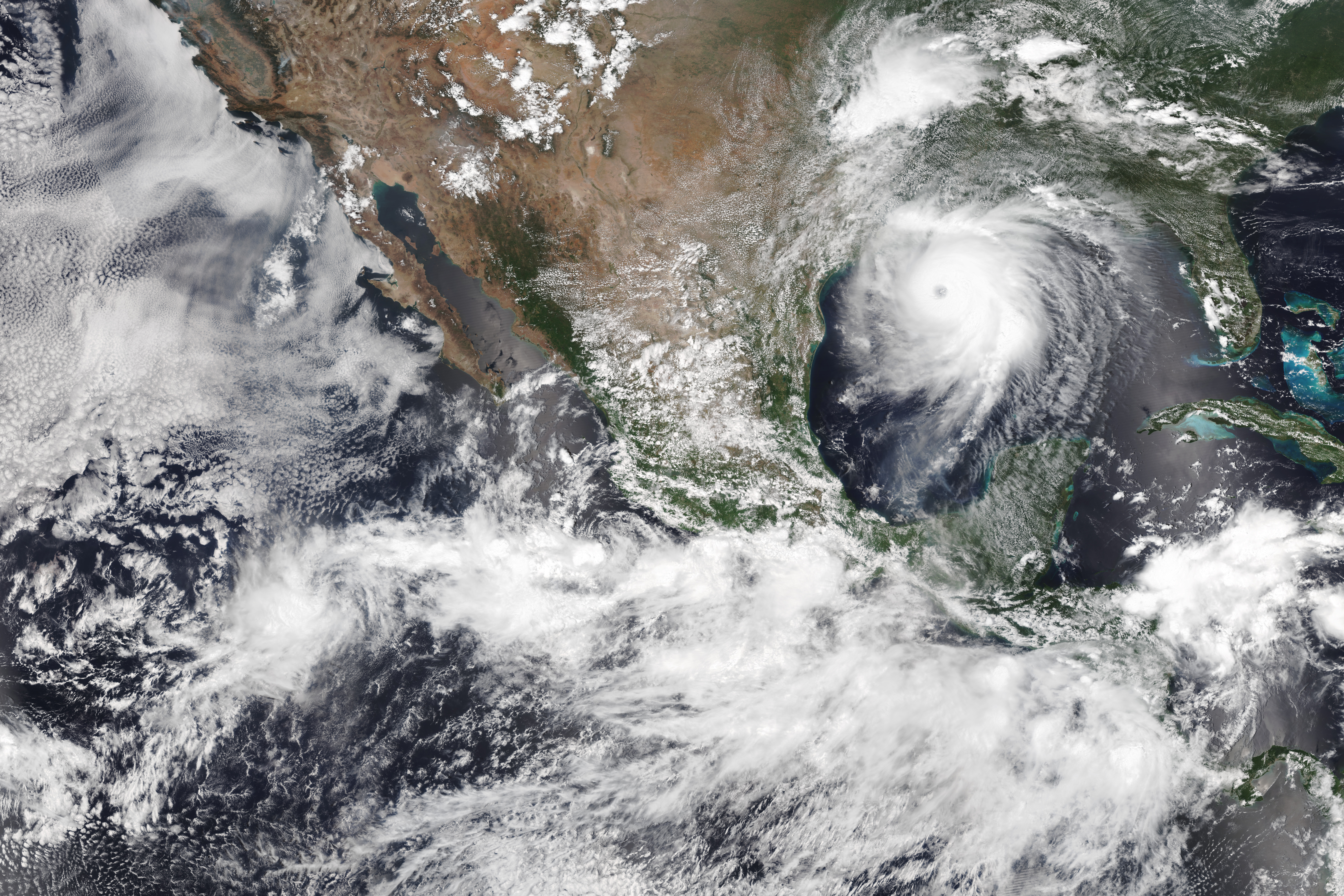
Tempestades tropicais Iselle (esq.) e Hernan (centro) em 26 de agosto, com Furacão Laura na bacia do Atlântico no topo direita

Embora a temporada de furacões no Pacífico oriental não comece oficialmente até 15 de maio, e em 1 de junho no Pacífico central, a atividade este ano começou em 25 de abril várias semanas antes com a formação da Depressão Tropical Um-E.  Isso marcou a formação inicial de um ciclone tropical na bacia, superando a tempestade tropical Adrian em 2017.  Entre as condições relativamente desfavoráveis, a depressão durou pouco,  e a atividade não seria retomada na bacia até quase um mês depois em 30 de maio, com a formação da Depressão Tropical Dois-E perto da costa da Guatemala. Posteriormente, ela se tornaria a tempestade tropical Amanda, a primeira tempestade com nome da temporada e um dos piores desastres naturais em El Salvador em cerca de duas décadas.  Quase um mês depois de Amanda, a Depressão Tropical Três-E se tornaria brevemente a Tempestade Tropical Boris em 25 de junho bem no mar antes de enfraquecer na bacia do Pacífico Central.   Uma depressão tropical de curta duração se formaria perto da Baja California Sur apenas 2 dias após a dissipação de Boris e rapidamente enfraqueceria.  Passando para julho, a tempestade tropical Cristina se formou em 6 de julho e se intensificou lentamente para um pico de intensidade de 110 km/h, mal perdendo o status de furacão.   A atividade continuou enquanto outra depressão tropical, Seis-E, se formou em 13 de julho, mas rapidamente se dissipou entre as condições desfavoráveis que se desenvolviam na bacia.  Mais dois sistemas tropicais se formaram em meados de julho, a Depressão Tropical Sete-E e a Tempestade Tropical Douglas. Sete-E teve vida curta, durando apenas um dia, sem atingir a intensidade da tempestade tropical. Douglas fortalecia-se para o primeiro furacão da temporada às 15:00 UTC em 22 de julho, marcando a quarta última data em que qualquer temporada transcorreu sem um furacão. Douglas mais tarde se fortaleceria em um furacão de categoria 4 e varreu o Havaí com chuva e ventos fortes.
Uma explosão de atividade ocorreu no início de agosto, com uma onda tropical ao sul do México evoluindo para a tempestade tropical Elida em 9 de agosto, que mais tarde se tornou o segundo furacão da temporada. A Elida geralmente teve vida curta, mas com a formação da Depressão Tropical Dez-E, a Tempestade Tropical Fausto e o Furacão Genevieve a atividade continuou. Mais tarde, Genevieve se tornou o segundo maior furacão da temporada e também o furacão mais forte da temporada antes de atingir brevemente a Baja California Sur. Dois ciclones tropicais adicionais, Tropical Storms Hernan e Iselle, se formaram no final de agosto. Ambos eram terras geralmente fracas e minimamente afetadas. Mais tarde, em 5 de setembro, os remanescentes do antigo ciclone tropical do Atlântico Nana se transformaram em um novo ciclone no Pacífico chamado Julio. Depois de Julio, Karina e Lowell se formaram. O furacão Marie, o furacão mais forte desta temporada, durou de 29 de setembro a 7 de outubro. A única tempestade de outubro para esta temporada, Norbert, durou 10 dias. Depois de quase um mês de inatividade, o Odalys se formou. Durou de 3 de novembro a 6 de novembro. A tempestade Tropical Polo formou-se perto do final da temporada, mas também foi de curta duração e fraca.
O índice de Energia ciclônica acumulada (ECA) para a temporada de furacões no Pacífico de 2020, é de 60.7125 unidades no Pacífico Oriental e 12.7 unidades no Pacífico Central). A Energia ciclônica acumulada é 73.4125 unidades. Em termos gerais, ACE é uma medida do poder de uma tempestade tropical ou subtropical multiplicada pelo tempo de existência. É calculado apenas para alertas completos sobre sistemas tropicais e subtropicais específicos que atingem ou excedem velocidades de vento de 39 mph (63 km/h).

## Sistemas

### Depressão tropical Um-E
Um distúrbio desenvolveu-se na Zona de Convergência Intertropical (ITCZ) em 17 de abril. A perturbação moveu-se para o oeste dentro do ITCZ ao longo dos próximos dias, e depois de desenvolver um centro bem definido e convecção organizada, foi designada como Depressão Tropical Um-E às 06:00 UTC de 25 de abril, cerca de 700 milhas náuticas a sudoeste do ponta sul da Península de Baja California. Movendo-se para noroeste, a depressão manteve uma convecção profunda organizada até pouco depois das 00:00 UTC do dia seguinte. O ar seco e o cisalhamento do vento oeste fizeram com que a depressão enfraquecesse e degenerasse para um ponto mínimo remanescente por volta das 12:00 UTC. A baixa remanescente virou para oeste e abriu em uma depressão às 18:00 UTC em 27 de abril.
O Um-E foi o primeiro ciclone tropical a se formar no nordeste do Pacífico (a leste de 140 ° W) desde o início da era dos satélites em 1966, ultrapassando a tempestade tropical Adrian de 2017 em duas semanas. No entanto, Adrian mantém o registro da primeira tempestade com nome na bacia.

### Tempestade tropical Amanda
A tempestade tropical Amanda foi um ciclone tropical de curta duração mas devastador que causou inundações mortais e deslizamentos de terra na América Central e México no final de maio de 2020. O segundo ciclone tropical e primeira tempestade nomeada da temporada de furacões no Pacífico de 2020, Amanda desenvolveu-se a partir de uma ampla área de baixa pressão sócia com uma onda tropical, que se moveu da costa da Nicarágua a 26 de maio. A perturbação desenvolveu lentamente uma circulação mais bem definida e a 30 de maio, e o sistema foi designado como depressão tropical Dois-E. Originalmente esperava-se que não se fortalecesse significativamente, no entanto, se compactou e se atualizou à tempestade tropical Amanda às 9:00 UTC do dia seguinte. Três horas depois, Amanda tocou terra no sudeste de Guatemala. Amanda debilitou-se rapidamente e dissipou-se sobre o país nesse mesmo dia. No entanto, os remanescentes de Amanda sobreviveram cruzando a América Central e México e reorganizaram-se na tempestade tropical Cristobal no Atlântico.

### Tempestade tropical Boris
Em 20 de junho, o NHC começou a monitorar uma pequena área de tempestades associadas a uma pequena área de baixa pressão dentro da Zona de Convergência Intertropical.  O sistema se organizou e intensificou gradualmente ao longo dos dias seguintes e uma circulação apertada começou a emergir das tempestades desorganizadas que cercaram a área em 23 de junho. No dia seguinte, a circulação restrita tornou-se mais bem definida e uma região circular de tempestades começou a se desenvolver ao sul do centro exposto. Assim, o NHC deu início a orientações sobre o sistema, designando-o de Depressão Tropical Três-E.  A depressão gradualmente seguiu na direção oeste-noroeste pelo resto do dia, com pouca mudança na força devido ao início do ar seco sendo puxado para a circulação.   No dia seguinte, apesar das condições hostis, a convecção profunda começou a aparecer esporadicamente perto do centro.  Embora mal organizado, um passe da ASCAT indicou que a tempestade estava produzindo ventos de 35 kt (34,000 long tons; 39,000 short tons) e, como resultado, a depressão foi aumentada para intensidade de tempestade tropical e forneceu o nome de Boris por volta das 21:00 UTC em 25 de junho.  Condições desfavoráveis persistentes continuaram a degradar lentamente a nova convecção central da tempestade ao longo do tempo,  e Boris enfraqueceu de volta para uma depressão tropical às 09:00 UTC em 26 de junho, apenas 12 horas após se tornar uma tempestade tropical.  Às 21:00 UTC de 26 de junho, um Boris em degeneração cruzou 140 ° W e entrou na bacia do Pacífico Central como uma depressão tropical. Boris continuou a seguir para o oeste através de um ambiente cada vez mais hostil até 27 de junho,  e o sistema foi rebaixado para um mínimo remanescente no início de 28 de junho e, portanto, o último aviso foi emitido pelo Centro de Furacões do Pacífico Central.  Os remanescentes de Boris vagarosamente foram à deriva para o sudoeste por vários dias depois, com rajadas ocasionais de convecção ocorrendo perto da circulação.
Boris foi o primeiro ciclone tropical de junho na bacia do Pacífico Central desde a tempestade tropical Bárbara em 2001 e apenas o segundo já registrado, datando de 1966.

### Depressão tropical Quatro-E
Em 20 de junho, o NHC começou a observar pela primeira vez para uma área de mau tempo que deveria se formar perto da costa do México nos próximos 5 dias.  Em 22 de junho, a perturbação devia-se formar coativamente com uma onda tropical e depois consolidar-se em uma depressão tropical no fim de semana.  No entanto, as condições ficaram aquém e a atividade da tempestade do sistema permaneceu desorganizada.  A perturbação tornou-se mais ampla e as condições tornaram-se apenas marginalmente propícias para qualquer desenvolvimento posterior, e eventualmente foi absorvida por outra grande área de clima perturbado em 27 de junho.  Este novo distúrbio tropical rapidamente se consolidou em um centro de tempestades mais compacto e bem definido em 29 de junho.  Como a convecção persistiu, o sistema atendeu aos critérios suficientes para ser declarado Depressão Tropical Quatro-E mais tarde em 30 de junho às 03:00 UTC.  No entanto, a organização da tempestade durou pouco, pois ela se espalhou por águas mais frias e, como resultado, a convecção começou a diminuir.  A depressão lutou para desenvolver novamente qualquer convecção central e tornou-se uma depressão remanescente mais tarde naquele mesmo dia.

### Tempestade Tropical Cristina
Em 2 de julho, o Centro Nacional de Furacões começou a monitorar uma área de baixa pressão que se esperava formar várias centenas de quilômetros ao sul do Golfo de Tehuantepec nos 5 dias seguintes.  As expectativas aumentaram gradualmente para o desenvolvimento à medida que as condições se tornaram mais propícias na parte oriental da bacia,  e a baixa eventualmente se desenvolveu em 5 de julho.  A atividade da tempestade aumentou rapidamente com a baixa de 6 de julho,  e conforme a organização melhorava continuamente, a tempestade se tornou uma depressão tropical apenas 6 horas depois às 21:00 UTC, o quinto da temporada.  A depressão tropical seria então chamada de Cristina, já que se intensificou em uma tempestade tropical outras 6 horas depois, enquanto ganhava uma característica de olho de nível médio em imagens de microondas.  O ar seco obstruído e algum vento cortante interromperam a intensificação ao longo do dia seguinte, e a tempestade mudou pouco de força.   No entanto, rajadas repetitivas de convecção permitiram que o sistema continuasse se intensificando.   A atividade da de trovoadas da tempestade continuou a se tornar mais organizada e menos esporádica perto do núcleo do sistema, e Cristina atingiu seu pico de intensidade como uma tempestade tropical de ponta no início de 10 de julho.   Um olho coçado também se tornou visível nas imagens no final do dia. O National Hurricane Center o descreveu como semelhante a um furacão, embora as estimativas variassem de 45 a 77 kt para intensidade.  No entanto, logo após Cristina começou a degenerar conforme as temperaturas da superfície do mar abaixo da tempestade esfriaram e sua atividade de tempestade diminuiu rapidamente.  As condições continuaram a declinar rapidamente,  e Cristina degenerou totalmente em uma baixa remanescente no início de 13 de julho.

### Depressão Tropical Seis-E
Às 00:00 UTC de 9 de julho, o NHC começou a monitorar uma onda tropical na América Central para potencial desenvolvimento em um ciclone tropical. Depois de emergir na costa do Pacífico de Honduras, a onda seguiu rapidamente para oeste-noroeste ao sul de México, onde ventos de nível superior não eram muito propícios para a formação. No entanto, a onda ficou mais bem definida e as tempestades ficaram mais concentradas perto da circulação de superfície fechada e do centro de baixa pressão, levando à sua designação como Depressão Tropical Six-E às 21:00 UTC de 13 de julho. Inicialmente esperada para se tornar uma tempestade tropical, a convecção associada ao sistema diminuiu rapidamente nas horas seguintes, e o sistema permaneceu fraco e frágil enquanto se movia para o oeste. Às 21:00 UTC do dia seguinte, apenas 24 horas após a formação, a depressão degenerou para um ponto baixo conforme sua circulação de superfície se abriu em uma superfície. Os resquícios se dissiparam logo em seguida.

### Tempestade tropical Sem nome
Às 12:00 UTC de 15 de julho, o NHC começou a monitorar uma onda tropical movendo-se pela porção sul da bacia. A onda gerou uma área de baixa pressão mais a oeste que gradualmente organizou-se, e depois em 20 de julho, de finalmente desenvolver uma convecção profunda persistente e organizada, foi considerada suficientemente organizada para ser designada como Depressão Tropical Sete-E às 06:00 UTC.  Formando-se sobre um ambiente bastante hostil, um ambiente seco e temperaturas frias da superfície do mar (SSTs) impediram o fortalecimento da depressão.  Às 09:00 UTC do dia seguinte, o sistema tornou-se desprovido de qualquer convecção profunda,  e seis horas depois, o Sete-E foi rebaixado para ciclone pós-tropical, devido à continuação das condições desfavoráveis.

### Furacão Douglas
O furacão Douglas foi um forte ciclone tropical que se tornou o furacão mais próximo da ilha de Oahu, ultrapassando o recorde anterior do furacão Dot em 1959 . O oitavo ciclone tropical, a quarta tempestade nomeada, o primeiro furacão e o primeiro grande furacão da atual temporada de furacões do oceano Pacífico de 2020, Douglas originou-se em meados de julho de uma onda tropical que entrou na bacia. Em 19 de julho localizada em condições favoráveis a onda começou a organizar-se. Tornou-se uma depressão tropical em 20 de julho e uma tempestade tropical no dia seguinte. Depois de se estabilizar como uma forte tempestade tropical devido ao ar seco, em 23 de julho Douglas começou a intensificar-se rapidamente , tornando-se o primeiro grande furacão da temporada no dia seguinte e atingindo o pico como um furacão de categoria 4. Depois de se mudar para a bacia do Pacífico Central, Douglas enfraqueceu lentamente ao se aproximar do Havaí. A tempestade mais tarde passou ao norte das ilhas principais como um furacão de categoria 1, passando perigosamente perto de Oahu e Kauai. Douglas caiu para o status de tempestade tropical em 28 de julho quando se afastou do Havaí, antes de se dissipar um dia depois.

### Furacão Elida
Em 4 de agosto, o NHC destacou o potencial de uma onda tropical se aglutinar em uma área de baixa pressão a sudoeste do México nos próximos cinco dias. Dois dias depois, a onda atravessou a América Central para a bacia do Pacífico. A perturbação tornou-se gradualmente mais organizada nos dias seguintes. Às 03:00 UTC de 9 de agosto, o NHC declarou que o sistema havia se tornado a Depressão Tropical Nove-E, pois o sistema havia desenvolvido convecção persistente e circulação fechada.  Às 09:00 UTC, Nove-E intensificou-se para uma tempestade tropical; consequentemente, o NHC o nomeou Elida.  Depois disso, o Elida começou a se intensificar rapidamente, atingindo 65 mph em 18 horas. Mas, devido a uma pequena quantidade de ar seco, Elida foi impedida de continuar a se intensificar, mas por um curto período de tempo, pois logo depois Elida continuou a se intensificar. Às 21:00 UTC de 10 de agosto, Elida foi transformado em furacão algumas milhas ao norte da Ilha de Socorro.  No dia seguinte, 11 de agosto, Elida ganhou força e atingiu o pico na intensidade da Categoria 2 na Escala de Saffir-Simpson, e estava localizado a 275 milhas (440 km) WSW da ponta sul da Península de Baja California.  Após o pico, em 12 de agosto, o Elida seguiu a previsão e começou a enfraquecer rapidamente devido ao ar seco, cisalhamento do vento e águas frias (24 - 26 °C) e enfraqueceu para um furacão de categoria 1 sobre as águas frias do Pacífico norte. Elida continuou a enfraquecer à medida que o ar seco, o cisalhamento do vento e águas ainda mais frias (22 - 24 °C) fizeram com que o Elida enfraquecesse abaixo do status de furacão às 15:00 UTC de 12 de agosto. Às 03:00 UTC de 13 de agosto, Elida foi rebaixado para um ciclone pós-tropical pelo NHC.

### Depressão tropical Dez-E
Em 10 de agosto, uma área de clima tropical perturbado formou-se a cerca de 1,500 mi (2,400 km) a oeste-sudoeste da Baja California, movendo-se lentamente para oeste e formando uma área de baixa pressão no dia seguinte.  Este sistema gradualmente se organizou em condições favoráveis, e às 09:00 UTC do dia 13 de agosto, o sistema evoluiu para uma depressão tropical, sendo denominado Dez-E.  O sistema permaneceu relativamente inalterado pelos próximos três dias, pois foi afetado por cisalhamento moderadamente forte que inibiu a intensificação, mas permitiu que o sistema permanecesse tropical. A depressão finalmente se tornou pós-tropical às 21:00 UTC de 16 de agosto.  Em 21 de agosto, o Dez-E entrou novamente em um ambiente favorável para o desenvolvimento à medida que seus remanescentes continuavam para sudoeste, e foi brevemente monitorado pelo Centro de Furacões do Pacífico Central para possível redesenvolvimento.  Apesar disso, a tempestade não conseguiu se regenerar e foi mencionada pela última vez em 23 de agosto. Despite this, the storm failed to regenerate and it was last mentioned on August 23.

### Tempestade tropical Fausto
Uma região alongada de baixa pressão sobre a porção central da bacia gerou 2 áreas de clima perturbado entre as Ilhas Revillagigedo em 14 de agosto.  A porção sudoeste deste vale moveu-se lentamente para o norte e tornou-se mais organizada, enquanto a seção nordeste lutou para se tornar mais definida ao longo do dia.  Apesar de permanecer em condições favoráveis, o distúrbio do nordeste não se desenvolveu e foi subsequentemente absorvido pelo distúrbio do sudoeste.  Este sistema rapidamente se tornou suficientemente organizado para ser declarado uma depressão tropical às 03:00 UTC de 16 de agosto.  Inicialmente sem previsão de se tornar uma tempestade tropical, a depressão rapidamente desenvolveu uma região central de tempestades e estimativas de satélites indicaram que a tempestade se tornou a Tempestade Tropical Fausto apenas 12 horas depois.  No entanto, Fausto sucumbiu rapidamente ao resfriamento das temperaturas da superfície do mar e a atividade de tempestades perto do centro começou a diminuir.  Fausto então enfraqueceu para uma depressão tropical às 03:00 UTC de 17 de agosto enquanto continuava para noroeste na isoterma fria.  Fausto degenerou em uma depressão remanescente mais tarde naquele dia.
Uma grande nuvem de humidade trazida para o norte por Fausto causou tempestades em uma grande parte do norte da Califórnia em 16 de agosto.  Os relâmpagos dessas tempestades causaram pelo menos 39 incêndios florestais isolados em todo o estado, embora nenhum dano grave tenha sido relatado.  Uma pessoa morreu em Venice Beach, Califórnia, em decorrência de um relâmpago.

### Furacão Genevieve
O furacão Genevieve foi um forte ciclone tropical que quase atingiu a península da Baja California em agosto de 2020. O décimo segundo ciclone tropical, a sétima tempestade nomeada, o terceiro furacão e o segundo maior furacão da atual temporada de furacões do Pacífico de 2020, Genevieve formou-se a partir de uma onda tropical que o National Hurricane Center (NHC) começou a monitorar em 10 de agosto. A onda se fundiu com um vale de baixa pressão em 13 de agosto, e as condições favoráveis permitiram que a onda se intensificasse para a Depressão Tropical Doze-E às 1500 UTC. Apenas seis horas depois, a depressão tornou-se uma tempestade tropical e recebeu o nome de Genevieve. Genevieve rapidamente se tornou um furacão em 17 de agosto, e Genevieve começou a intensificação explosiva no dia seguinte. Por volta das 12:00 UTC de 18 de agosto, Genevieve atingiu o seu pico de intensidade com ventos de 130 mph e uma pressão de 950 mbar. Genevieve começou a enfraquecer no dia seguinte, possivelmente devido às águas mais frias causadas pelo furacão Elida, no início daquele mês. Genevieve enfraqueceu abaixo do status de tempestade tropical por volta das 1800 UTC de 20 de agosto, quando passou perto da Baja California Sur. Logo depois, Genevieve começou a perder a sua convecção profunda e se tornou um ciclone pós-tropical por volta das 21h. UTC em 21 de agosto, eventualmente se dissipando na costa do sul da Califórnia no final de 24 de agosto.

### Tempestade Tropical Hernan
Em 17 de agosto, o Centro Nacional de Furacões começou a rastrear um distúrbio na costa oeste do México.  No final de 20 de agosto, esse distúrbio formou uma ampla área de baixa pressão a sudoeste do extremo sudoeste do México.  Ao longo dos cinco dias seguintes, o sistema se organizou lentamente e, às 09:00 UTC de 26 de agosto, evoluiu para a Depressão Tropical Treze-E.  12 horas depois às 21:00 UTC, o sistema se fortaleceu em uma tempestade tropical, recebendo o nome de Hernan.  Uma tempestade mal organizada, o sistema lutou para se intensificar no ambiente de alto cisalhamento em uma região de rotação das monções em maior escala.  Apesar das condições desfavoráveis, os dados do dispersômetro encontrados Hernan haviam se intensificado ligeiramente para 72 km/h (45 mph) às 03:00 UTC de 27 de agosto.  O pico de intensidade de Hernan provou ter vida curta, pois virou para oeste e se mudou para o Golfo da Califórnia, degenerando em uma baixa remanescente sobre Baja California Sur às 15:00 UTC de 28 de agosto.
No México, 97.000 clientes perderam eletricidade.  Hernan deixou cair quantidades de precipitação de 5-9 polegadas (127–228 mm) de chuva de Michoacan a Nayarit,  causando inundações repentinas e deslizamentos de terra nos estados mexicanos de Jalisco e Colima. Isso fez com que muitas famílias abandonassem as suas casas.  Pelo menos 400 pessoas foram evacuadas em Jalisco,  e 18 pessoas presas em seus telhados no estado tiveram que ser resgatadas.  Em Cihuatlán, cerca de 365 residentes foram evacuados para abrigos.  Um sumidouro fechou uma parte da Rodovia Federal Mexicana 80 entre Santa Cruz e San Patricio, um deslizamento de terra fechou outra parte da rodovia perto de Lázaro Cárdenas. O rio Cuixmala transbordou de suas margens, causando o fechamento de partes da Rodovia Federal Mexicana 200. A cidade de La Manzanilla foi inundada principalmente pelas enchentes que causaram o desabamento de uma ponte perto da cidade.  Várias escolas foram danificadas por Hernan no estado de Colima.  Em Tamala, uma árvore parota caiu em uma estrada, bloqueando o tráfego.  Em Manzanillo, algumas casas e ruas foram danificadas e cobertas de lama.  Em Nayarit, um deslizamento de terra ocorreu em uma colina atrás de um bairro populoso em Xalisco, no entanto, nenhum dano foi relatado a partir deste incidente.  Apesar de Hernan enfraquecer e se tornar uma depressão tropical antes de chegar à Baja California Sur, os serviços meteorológicos locais na área aconselharam os residentes a tomarem precauções extremas.

### Tempestade Tropical Iselle
No final de 24 de agosto, um pequeno sistema de baixa pressão se desenvolveu várias centenas de quilômetros a sudoeste da ponta sul da península de Baja California, perto do distúrbio que mais tarde se tornaria a tempestade tropical Hernan.  À medida que as condições ambientais para o desenvolvimento se tornaram mais favoráveis, a circulação do sistema gradualmente tornou-se mais definida, e o sistema se desenvolveu na Depressão Tropical Quatorze-E às 15:00 UTC de 26 de agosto sobre o oceano Pacífico aberto.  O ciclone atingiu força de tempestade tropical 6 horas depois, às 21:00 UTC, recebendo o nome de Iselle.  Da mesma forma que a tempestade tropical Hernan, Iselle ficou presa em uma região de rotação em maior escala e lutou para se organizar a partir de um deslocamento de cisalhamento do vento.  No entanto, apesar do cisalhamento do vento moderado a forte, Iselle fortaleceu para 50 mph (85 km / h) nas próximas 12 horas enquanto se move lentamente para o nordeste.  Iselle continuou a se intensificar e às 15:00 UTC de 28 de agosto, Iselle atingiu seu pico de intensidade de ventos máximos sustentados de 60 mph (95 km / h) e uma pressão central mínima de 997 mbar.  Iselle então passou muito perto de Clarion Island, onde ventos fortes de tempestade tropical foram relatados, antes de enfraquecer depois disso.  Iselle se tornou pós-tropical no final de 30 de agosto, enquanto se dirigia para o norte, perto da Península de Baja California.

### Tempestade Tropical Julio
Em 4 de setembro, os remanescentes do Furacão Nana no Atlântico Norte surgiram sobre o Golfo de Tehuantepec e, posteriormente, começaram a se formar. Em 5 de setembro, uma circulação de superfície bem definida e compacta desenvolveu-se com o remanescente baixo e, eventualmente, a atividade de tempestades do sistema tornou-se organizada o suficiente para que o sistema fosse apelidado de Tempestade Tropical Julio mais tarde naquele dia, já que a tempestade já estava produzindo ventos fortes. Um ciclone muito pequeno com ventos fortes de tempestade tropical estendendo-se apenas 35 milhas do centro, Julio intensificou-se lentamente devido ao seu ambiente favorável. Mudando para um ritmo rápido na direção oeste-noroeste, a tempestade enfraqueceu rapidamente em 6 de setembro, apesar das previsões de fortalecimento. Julio mais tarde abriu em uma depressão de baixa pressão e se tornou uma baixa pós-tropical às 09:00 UTC, 7 de setembro.
Julio produziu fortes chuvas em partes do sudoeste do México e grandes ondas de 1 a 3 metros afetaram algumas praias da região.

### Tempestade Tropical Karina
Em 9 de setembro, o NHC começou a monitorar uma área de mau tempo ao sul do México. Cedo no dia seguinte, uma ampla área de baixa pressão formou-se dentro do sistema enquanto ele continuava a produzir distúrbios climáticos. Por volta das 03:00 UTC de 13 de setembro, o distúrbio tornou-se organizado o suficiente para ser denominado depressão tropical. Apenas seis horas depois, a depressão se intensificou na tempestade tropical Karina, enquanto localizada 455 milhas a sudoeste da Baja California, no México. Karina se fortaleceu lentamente ao longo dos próximos dias, atingindo seu pico de intensidade por volta das 9:00 UTC em 15 de setembro. Karina então enfraqueceu abaixo do status de tempestade tropical no final de 16 de setembro, antes de degenerar em um ciclone pós-tropical às 9:00 UTC do próximo dia.

### Tempestade tropical Lowell
Em 19 de setembro, o NHC começou a monitorar uma área de clima perturbado ao sul do México para potencial desenvolvimento tropical.  Às 22:00 UTC de 20 de setembro, a área cresceu organizada o suficiente para ser designada como uma depressão tropical.  Apenas 24 horas depois, a depressão se intensificou na tempestade tropical Lowell.  Lowell atingiu o seu pico de intensidade às 15:00 UTC em 22 de setembro com ventos máximos sustentados de 50 mph (85 km / h) e uma pressão barométrica de 999 milibares.  Mais tarde naquee dia Lowell permaneceu mal organizado ao passar perto da Ilha Clarion, onde ventos com força de tempestade tropical foram relatados.  Lowell enfraqueceu gradualmente ao virar para o oeste em 24 de setembro enquanto se movia para águas mais frias.   Às 21:00 UTC de 25 de setembro, Lowell degenerou em um ciclone pós-tropical após não ter convecção profunda por várias horas.

### Furacão Marie
Em 24 de setembro, o NHC observou pela primeira vez a possibilidade de ciclogênese tropical na costa do México.  Três dias depois, formou-se uma área de baixa pressão.  Durante os próximos dois dias, a perturbação se organizou rapidamente enquanto se movia na direção oeste-noroeste, e às 09:00 UTC em 29 de setembro, o sistema tornou-se suficientemente organizado para ser classificado como Depressão Tropical Dezoito-E.  Apenas 12 horas depois, a depressão tornou-se a tempestade tropical Marie. Em 30 de setembro, Marie passou por uma rápida intensificação e se tornou um furacão às 21:00 UTC.  Maior intensificação ocorreu e 12 horas depois, Marie se tornou um furacão de categoria 2.  Continuando a se intensificar, Marie se intensificou para um grande furacão de categoria 3 às 03:00 UTC em 2 de outubro antes de atingir o seu pico de força como uma categoria 4 furacão seis horas depois com ventos de 210 km/h (130 mph) e uma pressão de 947 mbars.  Marie manteve a sua força por cerca de um dia antes de começar a enfraquecer rapidamente devido às águas mais frias e à infusão de ar seco.  Caiu abaixo do status de grande furacão às 09:00 UTC em 4 de outubro e abaixo do status de furacão às 03:00 UTC em 5 de outubro.   Seu centro ficou exposto, embora a tendência de enfraquecimento diminuísse à medida que a convecção continuava a disparar em seu lado nordeste.  Após um breve ressurgimento no final de 5 de outubro, a convecção de Marie tornou-se muito fraca e muito longe de seu centro para permanecer um ciclone tropical e foi rebaixada para um mínimo remanescente às 03:00 UTC em 7 de outubro.

### Tempestade tropical Norbert
No início de 30 de setembro, o NHC começou a notar a possibilidade de uma área de baixa pressão se formar no sudoeste do México.  A área de baixa pressão finalmente se formou no início de 4 de outubro e rapidamente se organizou em uma depressão tropical às 21:00 UTC no dia seguinte.   Às 09:00 UTC em 6 de outubro, a depressão se fortaleceu na tempestade tropical Norbert.  Depois de gastar 36 horas na força da tempestade tropical, Nobert enfraqueceu de volta para uma depressão tropical às 21:00 UTC em 7 de outubro Norbert manteve o seu status de depressão tropical até ao início de 10 de outubro e degenerar em uma baixa remanescente.  Depois que Norbert degenerou em uma baixa remanescente, o NHC começou a rastrear a baixa para possível redesenvolvimento, pois os ventos de nível superior se tornariam mais favoráveis.  Os remanescentes começaram a dar sinais de organização nos dois dias seguintes.  Em 13 de outubro, a baixa começou a se organizar rapidamente,  e às 21:00 No UTC daquele dia, o NHC declarou que Norbert havia se regenerado em uma depressão tropical várias centenas de quilômetros a sudoeste da península de Baja California.  Logo depois, inesperadamente se intensificou em uma tempestade tropical novamente às 03:00 UTC em 14 de outubro.  No entanto, esse fortalecimento teve vida curta, pois Norbert começou a enfraquecer novamente e se tornou uma depressão tropical 18 horas mais tarde.  Eventualmente, tornou-se pós-tropical novamente às 09:00 UTC em 15 de outubro devido a condições desfavoráveis.

### Tempestade tropical Odalys
Em 27 de outubro, o Centro Nacional de Furacões (NHC) começou a perceber a possibilidade de uma depressão de baixa pressão se formar ao sul do Golfo de Tehuantepec.  Em 1 de novembro, aquela depressão de baixa pressão formou-se várias centenas de quilômetros a sudoeste do México.  Às 21:00 UTC do dia 3 de novembro, o vale de baixa pressão se organizou em Tempestade Tropical Odalys.  Odalys lentamente se fortaleceu atingindo ventos sustentados de 72 km/h (45 mph) apenas 24 horas depois. No entanto, a tempestade manteve uma aparência desorganizada, com a maior parte da convecção de Odalys deslocada ao norte do centro.  Às 09:00 UTC de 5 de novembro, Odalys atingiu o seu pico de intensidade com ventos de cerca de 80 km/h (50 mph) e uma pressão de 1000 mbar.  Odalys manteve essa intensidade por 12 horas antes de enfraquecer.  Odalys degenerou em um ciclone pós-tropical às 03:00 UTC de 6 de novembro.

### Tempestade tropical Polo
Em 10 de novembro, o NHC notou pela primeira vez a possibilidade de um ciclone tropical se formar ao largo da Costa do México. Two days later, a low pressure area formed. Dois dias depois, formou-se uma área de baixa pressão, e o sistema logo começou a organizar-se rapidamente, com o NHC em 14 de novembro afirmando que tinha uma alta chance de formação nos próximos 5 dias. No entanto, no dia seguinte, a convecção se deteriorou e o sistema ficou cada vez mais mal definido, e assim o NHC reduziu as chances de formação para 30% em 16 de novembro. No dia seguinte, a perturbação rapidamente reorganizou-se devido a condições locais favoráveis na região e às 21:00 UTC, e foi declarado uma depressão tropical. A depressão fortaleceu-se durante a noite para uma tempestade tropical e foi chamada de "Polo" quando começou sua curva para oeste. Polo fortaleceu-se ligeiramente sobre 18 de novembro, mas enfraqueceu-se após mais 24 horas para uma depressão tropical mais uma vez. Devido à falta de re-produção de convecção central, Polo tornou-se um remanescente baixo e o último Aviso sobre a tempestade foi emitido em 19 de novembro.

## Lista de nomes de ciclones tropicais
Os seguintes nomes serão usados para os ciclones tropicais que se formem no Oceano Pacífico leste e central em 2020. Os nomes não usados estão marcados com cinza, e os nomes em negrito são das tempestades formadas. Os nomes retirados, em caso, serão anunciados pela Organização Meteorológica Mundial na primavera de 2021 (em participação com qualquer nome da temporada de 2019). Os nomes que não foram retirados serão usados de novo na temporada do 2026. Esta é a mesma lista utilizada na ano do 2014 com a excepção do nome de Odalys quem substituiu a Odile.
| - Amanda - Boris - Cristina - Douglas - Elida - Fausto - Genevieve - Hernan | - Iselle - Julio - Karina - Lowell - Marie - Norbert - Odalys - Polo | - Rachel (sem usar) - Simon (sem usar) - Trudy (sem usar) - Vance (sem usar) - Winnie (sem usar) - Xavier (sem usar) - Yolanda (sem usar) - Zeke (sem usar) |

Para as tempestades que se formam na área de responsabilidade do Centro de Furacões do Pacífico Central, que abarca a área entre 140 graus ao oeste e a Linha internacional de mudança de data, todos os nomes se utilizam numa série de quatro listas rotatórias. Os seguintes quatro nomes que programar-se-ão para o seu uso na temporada de 2020 se mostram a seguir desta lista.
| - Hone (sem ser usado) | - Iona (sem ser usado) | - Keli (sem ser usado) | - Lala (sem ser usado) |

## Estatísticas de temporada
Esta é uma tabela de todas os sistemas que se formaram na temporada de 2020. Inclui a sua duração, nomes, áreas afectada(s), indicados entre parêntese, danos e mortes totais. As mortes entre parênteses são adicionais e indiretas, mas ainda estavam relacionadas com essa tempestade. Os danos e as mortes incluem totais enquanto a tempestade era extratropical, uma onda ou um baixa, e todas as cifras do dano estão em USD 2020.

## Energia ciclônica acumulada (ECA)
| ACE (104kt²) (Fonte) — Ciclone tropical: | ACE (104kt²) (Fonte) — Ciclone tropical: | ACE (104kt²) (Fonte) — Ciclone tropical: | ACE (104kt²) (Fonte) — Ciclone tropical: | ACE (104kt²) (Fonte) — Ciclone tropical: | ACE (104kt²) (Fonte) — Ciclone tropical: | ACE (104kt²) (Fonte) — Ciclone tropical: | ACE (104kt²) (Fonte) — Ciclone tropical: | ACE (104kt²) (Fonte) — Ciclone tropical: | ACE (104kt²) (Fonte) — Ciclone tropical: | ACE (104kt²) (Fonte) — Ciclone tropical: | ACE (104kt²) (Fonte) — Ciclone tropical: | ACE (104kt²) (Fonte) — Ciclone tropical: | ACE (104kt²) (Fonte) — Ciclone tropical: |
| ---------------------------------------- | ---------------------------------------- | ---------------------------------------- | ---------------------------------------- | ---------------------------------------- | ---------------------------------------- | ---------------------------------------- | ---------------------------------------- | ---------------------------------------- | ---------------------------------------- | ---------------------------------------- | ---------------------------------------- | ---------------------------------------- | ---------------------------------------- |
| 1                                        | 0.245 (0)                                | Amanda                                   | 2                                        | 0.245 (0)                                | Boris                                    |                                          |                                          |                                          |                                          |                                          |                                          |                                          |                                          |
| Total: 0.49 (0)                          |                                          |                                          |                                          |                                          |                                          |                                          |                                          |                                          |                                          |                                          |                                          |                                          |                                          |

A Energia ciclônica acumulada (ACE, pela suas siglas em inglês) é uma medida da energia do furacão multiplicado pela quantidade do tempo em que existiu; as tempestades de longa duração, bem como furacões particularmente fortes, têm ACE alto. O ACE calcula-se somente a sistemas tropicais que excedem os 34 nós (39 mph, 63 km/h), ou seja, força de tempestade tropical.